# Баки (свинина)

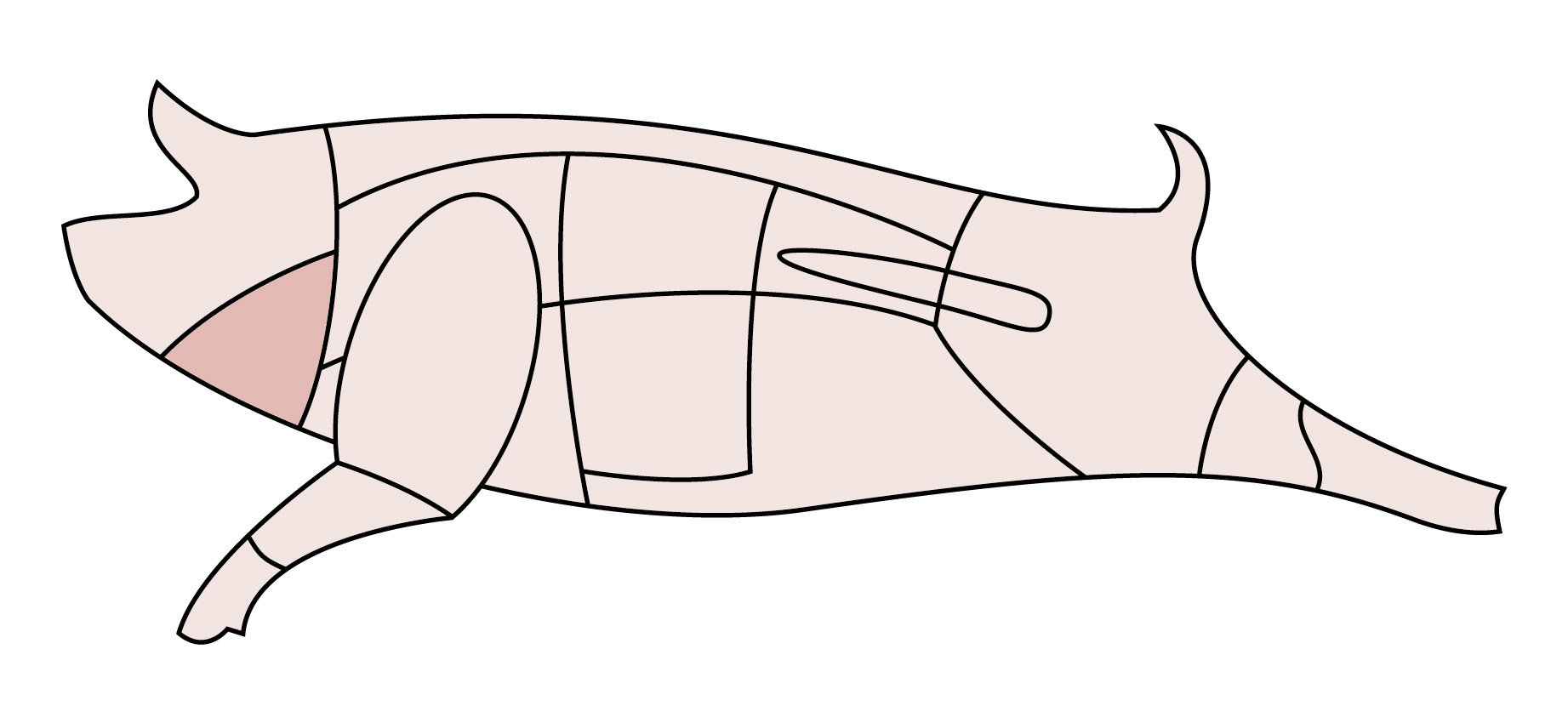
Розташування свинячої щоки

Баки, Щоковина (також свиняча щока) — частина голови свині. Жувальний м'яз, що міститься у свинячій щоці, також називають м'ясом щоки або свинячою щокою. Свинячі баки мають високу частку сполучної тканини та жиру, що робить їх подібними до свинячої рульки, в основному пропонують в'яленими або вареними. Свинячі баки особливо підходять як додаток для ситних страв, таких як супи та рагу, і їх часто тушкують як частину страв з капусти.
Guanciale — це бекон, виготовлений зі свинячої щоки або шиї, який є фірмовою стравою, особливо в Лаціо та Умбрії.